# 大倉財閥

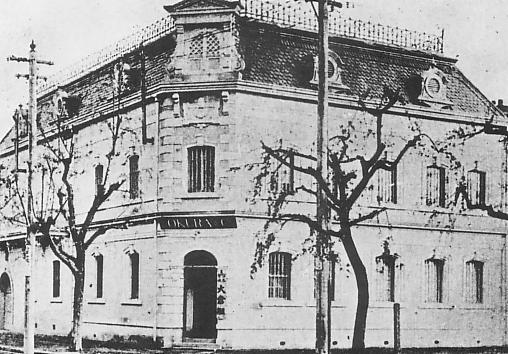
明治期の大倉組本社

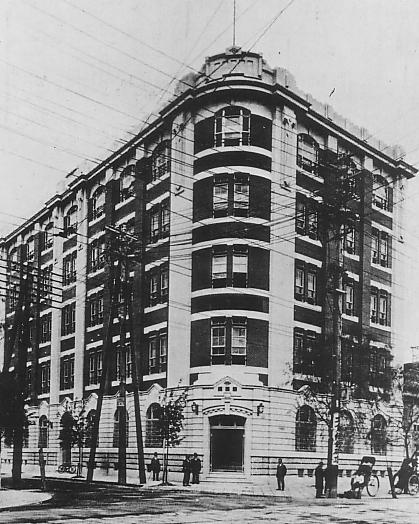
大正期の大倉組本社

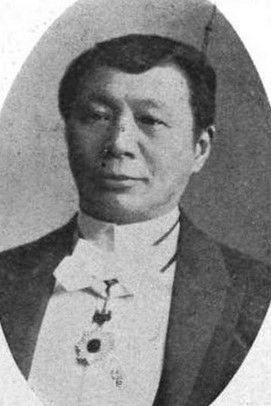
大倉喜八郎

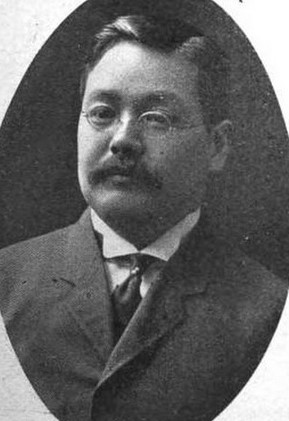
大倉粂馬

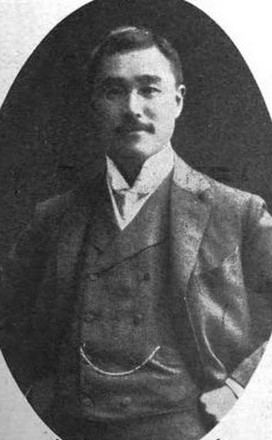
門野重九郎

大倉財閥（おおくらざいばつ）は、大倉喜八郎によって設立された日本の中堅財閥である。十五大財閥の1つに数えられていた。

## 沿革
大倉喜八郎は天保8年（1837年）に越後国新発田に生まれ、18歳で江戸に出た。21歳で独立、大倉屋という乾物店を開き、その後鉄砲屋を開業。その後貿易事業へと乗り出した喜八郎は、大久保利通、伊藤博文、山縣有朋らとの親交を深め、一代にして大財閥を築き上げた。
進取の気性に富む喜八郎は、1872年（明治4 - 5年）に自費で海外視察を敢行。1873年（明治6年）に帰国。高島小金治、大倉粂馬（喜八郎の婿養子）、門野重九郎（門野幾之進の弟）との共同出資で、日本人による初の貿易商社「大倉組商会」を東京銀座二丁目に創立し、1874年（明治7年）には日本企業として初めての海外支店をロンドンに開設した。
1881年（明治14年）には土木事業に進出、日清戦争を背景に軍需品輸入会社の「内外用達会社」を設立した。1893年（明治26年）には、大倉組商会と内外用達会社を引継ぐ合名会社「大倉組」を組織した。このほか1905年（明治38年）には、日中合弁事業として満洲において本渓湖炭鉱の採掘を開始した。喜八郎は銀行業には手を染めなかった一方で、教育文化事業には注力し、1900年（明治33年）には大倉商業学校（現：東京経済大学）、1907年（明治40年）には大阪大倉商業学校（現：関西大倉中学校・高等学校）、1917年（大正6年）には大倉集古館を創立した。
1917年（大正6年）、合名会社大倉組から、土木建設部門を資本金200万円で「大倉土木組」（現：大成建設）に、鉱業部門を資本金2000万円で「大倉鉱業」に、商事部門を資本金1,000万円で「大倉商事」としてそれぞれ分離、合名会社大倉組を持株会社とする機構改革を行った。
太平洋戦争中の1943年（昭和18年）、大倉財閥の中心的役割を果たしてきた合名会社大倉組（資本金5,000万円）を大倉鉱業に吸収合併させる形で解散させ、大倉鉱業が事実上の大倉財閥中核会社となる。また同年、大倉商事は「大倉産業」に社名を変更した。

### 戦後
大東亜戦争（太平洋戦争）後、財閥解体により大倉財閥中核会社である大倉鉱業が第2次指定対象となるが、持株会社ではない大倉産業（いわゆる大倉商事）は第2次指定対象外となる（その後財閥傘下で独占・寡占的会社として第3次指定）。1946年（昭和21年）、大倉土木は「大成建設」、大倉産業は「内外通商」と改称して再出発。1949年（昭和24年）、大倉鉱業は、大倉財閥が創業時から本社を構えていた銀座2丁目などの土地・建物などを継承した「中央建物」株式会社として発足する。また大倉財閥は系列に銀行を持たなかったことから、富士銀行が営業を掛け、大成建設や大倉商事のメインバンクとなり、両社は芙蓉グループの社長会である芙蓉会に参加する（後の大倉商事は脱退）。
喜八郎の長男である大倉喜七郎は父の後を継いで、1922年（大正11年）帝国ホテルの会長、1924年（大正13年）大倉組頭取に就任した。戦後、公職追放を経て帝国ホテル社長への復帰を渇望したが、それがかなわないと見るや、1958年（昭和33年）にホテルオークラを創設した。
1950年代に三菱財閥・住友財閥が社長会を設立し再結集し、「財閥の復活」がささやかれると、大倉財閥でも再結集の機運が高まった。旧大倉財閥でも旧大倉系の企業十二社が集まって喜八郎を偲ぶとともに、各社の親睦を旨とした会を設けた。その名も、喜八郎生前の地名（The Okura Tokyo所在地。赤坂葵町）にちなんで「葵会」と銘打って、毎月一回会合を開いた。メンバーは大倉事業、大成建設、大倉商事、日本皮革、日本無線、東海パルプ、中央建物、大倉製糸、川奈ホテル、赤倉観光ホテル、ホテルオークラ、大倉文化財団である。
1952年（昭和27年）、内外通商は「大倉商事」に社名変更。大倉商事は世界各地に事務所網を張り巡らせ、RCAやキャタピラーなど、欧米の一流会社の日本代理店に指名され、日本貿易会を構成する17社の一員として準大手総合商社でもあった。しかし平成年代に入り経営不振に陥る。1998年（平成10年）6月に喜八郎の曾孫・大倉喜彦（1939年 -）を社長に抜擢して再建の道を探ったが、8月に自己破産した。かつて200社を超えた旧大倉財閥ゆかりの企業も、すでに「葵会」を構成する直系8社（大成建設、日本無線・東海パルプ・ニッピ・大倉事業・中央建物・ホテルオークラ）に減ってしまっており、バブル崩壊以降、各社それぞれが自社の存亡をかけて必死な時期であり。大倉商事に救いの手を差し伸べることはできなかった。
しかし、財閥の中核会社であった中央建物は、非上場企業として現在も存続しており、ホテルオークラや大成建設・MS&ADインシュアランスグループホールディングス・ニッピ・リーガルコーポレーション・特種東海製紙など、旧大倉財閥関係企業の株式を所有することで、中核会社としての役割を今も果たしている。現在社長を務める大倉喜彦は、ホテルオークラ取締役会長・ニッピ監査役・東海パルプ監査役・東京経済大学学術芸術振興会役員等を兼務しており、大倉財閥とゆかりのある企業や団体との連携に一役買い、中央建物が4代目として大倉本館の建て替えを計画し、2016年（平成28年）10月1日グランドオープンさせた。
世間一般では大倉商事の自己破産などで、旧大倉財閥グループが消滅・解散したと認識されているが、実際の資本関係や資産の動きなどから考えれば、非上場会社などを使っての持株支配を戦後も存続させており、関係企業の数は大幅に減ってはいるものの、喜八郎が設立した大倉組商会の根幹部分は消えてはいないと言える。

## 大倉財閥企業群
- 大成建設（旧大倉土木）
- 中央建物（旧大倉鉱業 終戦時には大倉財閥中核会社）
- ホテルオークラ（大成建設が筆頭株主）
- 帝国ホテル（三井不動産グループ）
- 川奈ホテル（2002年5月に民事再生法を申請。同年8月にコクド（現:プリンスホテル）が買収）
- 大倉火災海上保険（千代田火災海上保険を経て、現：あいおいニッセイ同和損害保険）
- 太陽生命保険（T&Dフィナンシャルグループ）
- 太陽火災海上保険（日本興亜損害保険に合併され、現：損保ジャパン日本興亜）
- 日清製油（日清オイリオグループ）
- 東海パルプ
- 帝国繊維
- 日油（旧:日本油脂）
- 日本無線（現:日清紡グループ）
  - 新日本無線（現:日清紡グループ）
  - アロカ（電子医療部門が分社、後に日立メディコ子会社となり、日立アロカメディカルとなる）
- 日本化学工業
- 大日本麦酒（戦後サッポロビールとアサヒビールに分割）
- リーガルコーポレーション
- ニッピ（旧：日本皮革、リーガルコーポレーションの兄弟会社）
- キッズステーション（大倉商事の100%子会社であったネオサテライトビジョンにより開局）
- アヴネット (大倉エレクトロニクス)
- 三和電氣興業（サンワコムシスエンジニアリング）